# Der arme Jonathan
Der arme Jonathan ist eine Operette in drei Akten von Carl Millöcker. Das Libretto verfassten Hugo Wittmann und Julius Bauer. Das Werk wurde am 4. Januar 1890 im Theater an der Wien in Wien uraufgeführt. Eine Neufassung des Textes stammt von Walter Felsenstein. Diese Fassung hat sich im deutschsprachigen Raum durchgesetzt und wird hier besprochen.

## Handlung

### Erster Akt (In Boston)
Der fast immer schlecht gelaunte Millionär Vandergold feiert in seiner Villa mit vielen Freunden und Bekannten seinen Geburtstag. Höhepunkt des Festes ist eine kleine Show, die der Impresario Quickly mit seiner Künstlertruppe vorbereitet hat. Die junge Sängerin Harriet, deren Ausbildung Vandergold finanziert hat, wird von allen umschwärmt. Aus Dankbarkeit wäre sie ihrem Mäzen gerne in Liebe verbunden, aber seine miesepetrige Art stößt sie ab.
Zum Personal des Geburtstagskindes gehört seit kurzem auch der Unglücksrabe Jonathan Tripp. Ihn hat es mit Quicklys Truppe nach Boston verschlagen. Weil er sich aber immer bei der Arbeit recht ungeschickt verhielt, wurde er von seinem Arbeitgeber gefeuert. Glücklicherweise lief er dann seiner Jugendfreundin Molly über den Weg. Die ist bei Vandergold beschäftigt und hat ihm in dessen Anwesen eine Stelle als Küchenhilfe verschafft. Aber auch dabei richtet Jonathan mehr Schaden als Nutzen an. So bleibt es nicht aus, dass ihn der Millionär schon nach wenigen Stunden vor die Tür setzt.
Jonathan ist so verzweifelt, dass er am liebsten gleich sterben möchte. Den gleichen Wunsch hegt Vandergold, der ob seines großen Reichtums des Lebens überdrüssig geworden ist. Nachdem die beiden im Garten der Villa aufeinandergetroffen und sich gegenseitig ihr Leid geklagt haben, schlägt der Sonderling dem armen Jonathan einen Pakt vor: Dieser erhält sein gesamtes Vermögen, und er selbst lebt künftig in Armut. Sobald aber einmal einer von ihnen mit seinem neuen Schicksal hadern sollte, wäre endgültig der Zeitpunkt gekommen, an dem sie sich gemeinsam vom Leben verabschieden müssten. Als Zeichen dafür habe derjenige, der unzufrieden geworden sei, dem andern Harriets Lied Willst du mein Liebster sein vorzusingen.

### Zweiter Akt (In Monaco)
Inzwischen hat sich Jonathan mit seiner Molly verlobt, denn als reicher Mann kann er ihr schließlich eine Zukunft bieten. Die beiden sind nach Europa gereist und machen gerade in Monte Carlo Station. Weil Jonathan seinen Reichtum gerne zur Schau stellt, wird er von vielen Frauen begehrt. Dies genießt er in vollen Zügen, bleibt aber im Großen und Ganzen Molly treu. Nur ein Gedanke will ihm nicht aus dem Kopf: dass eines Tages Vandergold auftauchen und jenes verdammte Lied anstimmen könnte. Fürs Erste aber ahnt er nicht, wie nahe die Gefahr schon ist.
Vandergold hat es ebenfalls nach Monaco verschlagen. Bei ihm ist es Harriet, die dauernd in seinem Kopf herumspukt. Deshalb ist er Quicklys Truppe auf ihrer Europatournee nachgereist. Aber wie schon in Amerika gipfelt auch hier das Treffen mit der gefeierten Sängerin in einem neuen Streit.
Als Vandergold Jonathan entdeckt, besteht er darauf, dass sie jetzt gemeinsam aus dem Leben scheiden. Schon will er das vereinbarte Lied anstimmen, aber – die Melodie hat er vollkommen vergessen! Da vernimmt er, Harriet rüste sich gerade zur Rückkehr in die Vereinigten Staaten. Sofort bricht auch er auf, um seiner Angebeteten zu folgen. Jonathan kann wieder aufatmen.

### Dritter Akt (In New York)
Kaum wieder in der Heimat, erfährt Jonathan, dass er durch seine verschwenderischen Eskapaden Vandergolds einst blühendes Unternehmen in den Sand gesetzt hat. Doch damit nicht genug; es droht ihm neue Unbill: Weil sein Wohltäter wie vom Erdboden verschluckt ist, wird er nun verdächtigt, ihn beseitigt und sein Vermögen an sich gerissen zu haben. Er wird deshalb steckbrieflich gesucht. Jetzt sehnt er die alten Zeiten herbei, als er noch der arme Jonathan war. Weil sich aber die Uhr nicht zurückdrehen lässt, sieht er den einzigen Ausweg im Tod. Sofort macht er sich auf die Suche nach Vandergold.
Der ist inzwischen ebenfalls in New York eingetroffen. Während der Seereise hatte er Zeit, über sein verpfuschtes Leben nachzudenken. Dabei ist er zu der Einsicht gelangt, dass er unbedingt Harriet als Frau an seiner Seite braucht. Dann bekäme sein Leben wieder einen Sinn. Als er mit der Dame seines Herzens zusammentrifft und ihr seine Liebe gesteht, wird er erneut von ihr zurückgewiesen. Plötzlich hört er Jonathan das ominöse Lied anstimmen. Nun gibt es kein Zurück mehr. Jeder von ihnen hält sich die Pistole an die Schläfe und drückt ab!
Im Garten von Vandergolds Villa erwachen Jonathan und der Hausherr gleichzeitig aus dem Schlaf. Erleichtert stellen beide fest, dass sie alles nur geträumt haben. Sie gehen ins Haus zurück, wo die Gäste immer noch ausgelassen beim Feiern sind. Vandergold stellt Jonathan wieder ein. Harriet entschließt sich, nicht mit Quickly auf Europatournee zu gehen, sondern mit Vandergold ein neues Leben zu beginnen.

## Musikalische Höhepunkte
- Ich bin der arme Jonathan
- Willst du mein Liebster sein?
- Ach, wir armen Primadonnen
- Ja nur ein Impresario wird immer seines Lebens froh

## Quelle
- Anton Würz: Reclams Operettenführer. 23. Auflage. Reclam, Stuttgart 2002, ISBN 3-15-010512-9